# Zach Miskovic
Zach Miskovic (* 8. května 1985 v River Forest, Illinois) je bývalý americký hokejový obránce.

## Hráčská kariéra
S juniorským hokejem začínal v lize USHL v týmu Cedar Rapids Roughriders kde strávil tři sezóny 2002/05 a v sezónách 2003/04 a 2004/05 se stal nejtrestanějším hráčem v týmu a v poslední sezóně pomohl k zisku Clark Cupu.
Do vyšší juniorské kategorie odešel hrát do St. Lawrence University (NCAA) kde strávil čtyři sezóny a ani jednou se s týmem neprobojoval do playoff.
25. března 2009 podepsal smlouvu s týmem Washington Capitals jako volný hráč. Svou profesionální kariéru začal na farmě Capitals v Hershey Bears, kdy v první sezóně se usadil v týmu Bears a pomohl vybojovat Calderův pohár. Za 59 zápasů v základní části nasbíral ve svém první sezóně v AHL 26 bodů a Capitals s ním 15. července 2010 prodloužili smlouvu na jeden rok. V následující sezóně 2010/11 si na začátku ročníku poranil koleno a musel vynechat pár zápasů a v sestavě ho nahradil obránce Joe Finley, který byl povolán ze druhé záložní farmy Capitals v South Carolina Stingrays. Po vyléčení se vrátil zpět do týmu Bears kde stihl odehrát 58 zápasů v nichž nasbíral 16 bodů. 18. května 2011 ho Capitals opět odměnil za jeho dobré výkony v týmu Bears další smlouvou na jeden rok.

## Ocenění a úspěchy
- 2008 ECAC - Třetí All-Star Tým
- 2009 ECAC - První All-Star Tým
- 2009 NCAA - (Východ) První All-American Tým

## Prvenství
- Debut v AHL - 10. října 2009 (Hershey Bears proti Binghamton Senators)
- První asistence v AHL - 25. října 2009 (Portland Pirates proti Hershey Bears)
- První gól v AHL - 7. listopadu 2009 (Hershey Bears proti Manchester Monarchs, kanadskému brankáři Jonathan Bernier)

## Klubové statistiky
| Sezóna       | Klub                     | Soutěž       |     | Základní část | Základní část | Základní část | Základní část | Základní část |   | Play off | Play off | Play off | Play off | Play off |
| Sezóna       | Klub                     | Soutěž       | Z   | G             | A             | B             | TM            | Z             | G | A        | B        | TM       |          |          |
| 2002/2003    | Cedar Rapids Roughriders | USHL         | 60  | 2             | 6             | 8             | 91            | 7             | 0 | 0        | 0        | 12       |          |          |
| 2003/2004    | Cedar Rapids Roughriders | USHL         | 60  | 6             | 15            | 21            | 139           | 4             | 1 | 1        | 2        | 2        |          |          |
| 2004/2005    | Cedar Rapids Roughriders | USHL         | 60  | 4             | 16            | 20            | 149           | 8             | 1 | 0        | 1        | 14       |          |          |
| 2005/2006    | St. Lawrence University  | NCAA         | 40  | 1             | 15            | 16            | 30            | —             | — | —        | —        | —        |          |          |
| 2006/2007    | St. Lawrence University  | NCAA         | 39  | 2             | 10            | 12            | 48            | —             | — | —        | —        | —        |          |          |
| 2007/2008    | St. Lawrence University  | NCAA         | 37  | 8             | 12            | 20            | 36            | —             | — | —        | —        | —        |          |          |
| 2008/2009    | St. Lawrence University  | NCAA         | 38  | 16            | 9             | 25            | 32            | —             | — | —        | —        | —        |          |          |
| 2009/2010    | Hershey Bears            | AHL          | 59  | 6             | 20            | 26            | 25            | 6             | 1 | 1        | 2        | 0        |          |          |
| 2010/2011    | Hershey Bears            | AHL          | 57  | 6             | 10            | 16            | 58            | 5             | 0 | 0        | 0        | 8        |          |          |
| 2011/2012    | Hershey Bears            | AHL          | 35  | 0             | 3             | 3             | 26            | —             | — | —        | —        | —        |          |          |
| 2012/2013    | Chicago Wolves           | AHL          | 15  | 2             | 1             | 3             | 9             | —             | — | —        | —        | —        |          |          |
| 2012/2013    | San Antonio Rampage      | AHL          | 27  | 4             | 9             | 13            | 22            | —             | — | —        | —        | —        |          |          |
| 2013/2014    | San Antonio Rampage      | AHL          | 10  | 0             | 2             | 2             | 2             | —             | — | —        | —        | —        |          |          |
| 2013/2014    | Cincinnati Cyclones      | ECHL         | 6   | 2             | 2             | 4             | 2             | —             | — | —        | —        | —        |          |          |
| 2013/2014    | Rockford IceHogs         | AHL          | 14  | 0             | 6             | 6             | 10            | —             | — | —        | —        | —        |          |          |
| 2013/2014    | Iowa Wild                | AHL          | 19  | 1             | 0             | 1             | 16            | —             | — | —        | —        | —        |          |          |
| 2014/2015    | Rockford IceHogs         | AHL          | 42  | 2             | 6             | 8             | 40            | 2             | 1 | 0        | 1        | 2        |          |          |
| 2015/2016    | Indy Fuel                | ECHL         | 63  | 9             | 13            | 22            | 53            | —             | — | —        | —        | —        |          |          |
| 2015/2016    | Charlotte Checkers       | AHL          | 7   | 0             | 4             | 4             | 2             | —             | — | —        | —        | —        |          |          |
| 2016/2017    | Indy Fuel                | ECHL         | 51  | 2             | 12            | 14            | 60            | —             | — | —        | —        | —        |          |          |
| 2017/2018    | Indy Fuel                | ECHL         | 72  | 7             | 12            | 19            | 75            | 4             | 0 | 2        | 2        | 4        |          |          |
| 2018/2019    | Indy Fuel                | ECHL         | 68  | 3             | 12            | 15            | 56            | —             | — | —        | —        | —        |          |          |
| Celkem v AHL | Celkem v AHL             | Celkem v AHL | 286 | 22            | 61            | 83            | 210           | 16            | 2 | 3        | 5        | 10       |          |          |